# Singleton (wiskunde)
Een singleton of eenpuntsverzameling is in de wiskunde een verzameling met precies één element. Dit element kan zelf een verzameling zijn. Een verzameling is dus een singleton dan en slechts dan als haar kardinaliteit gelijk is aan 1.

## Voorbeelden
- {1} is een singleton
- {a} is een singleton
- {1, 1} = {1} is een singleton
- {1, 2} is geen singleton
- { {1, 2} } is een singleton, want het heeft slechts één element, de verzameling {1, 2}, die op haar beurt geen singleton is
- ∅ is geen singleton
- {∅} is een singleton

## Eigenschappen

### Functies
Als A een verzameling is en S een singleton, dan bestaat er precies één functie van A naar S: de functie die ieder element van A op het unieke element van S afbeeldt.

### Topologie
Een singleton met een punt als element is in iedere metrische ruimte een gesloten verzameling.

### Axiomatische verzamelingenleer
In de axiomatische verzamelingenleer is het bestaan van singletons een gevolg van de axioma's van de lege verzameling en het paringsaxioma (voor elke A en B bestaat {A , B}): het eerste geeft de lege verzameling ∅ en het tweede, toegepast op het paar ∅ en ∅, de singleton {∅}.